# Umbrina broussonnetii
Umbrina broussonnetii är en fiskart som beskrevs av Cuvier, 1830. Umbrina broussonnetii ingår i släktet Umbrina och familjen havsgösfiskar. IUCN kategoriserar arten globalt som livskraftig. Inga underarter finns listade i Catalogue of Life.